# Hôtel de Ville (Langres)

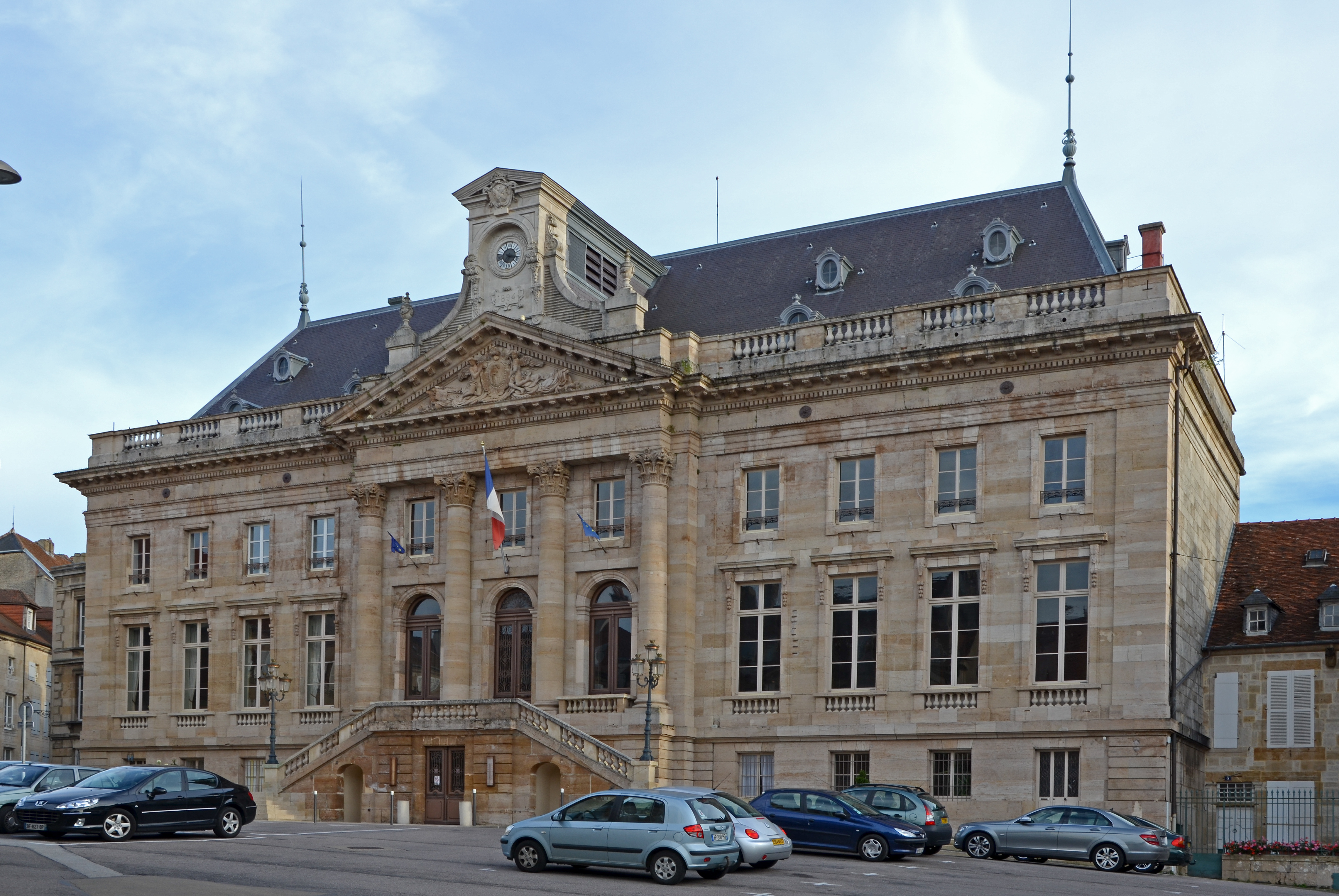
Rathaus Langres (2012)

Das Rathaus von Langres (französisch Hôtel de Ville) ist ein klassizistisches Gebäude in der französischen Stadt Langres im Département Haute-Marne in der Champagne. Das Bauwerk wurde 1774 bis 1781 nach Plänen des Architekten Nicolas Durand errichtet und ersetzte einen Bau aus dem 16. Jahrhundert an derselben Stelle. 1892 brannte es aus und wurde anschließend mit nahezu identischer Außenansicht wiederaufgebaut. Seit 1989 steht es unter Denkmalschutz.

## Lage
Das Rathaus befindet sich im nordwestlichen Teil des historischen Stadtzentrums von Langres. Seine nach Norden gerichtete Fassade dominiert den relativ kleinen Rathausplatz (Place de l’Hôtel de Ville).

## Geschichte

### Frühere Rathäuser
Die Emanzipation der Stadtbürger von der Gewalt des Bistums Langres im Spätmittelalter und zu Beginn der Neuzeit war langwierig. Entsprechend entwickelten sich auch die Versammlungsorte der Vertreter der Stadt relativ spät. Erst im Jahr 1463 wurde die Stadt Eigentümerin eines Gebäudes, das ihren Versammlungen gewidmet war. 1581 wurde zum ersten Mal ein Rathaus am Ort des späteren Hôtel de Ville bezogen, nachdem der damalige Bürgermeister Sébastien Valtier ein dreigiebeliges gotisches Gebäude erworben hatte. Dieses wurde in den folgenden 150 Jahren baulich stark verändert und erweitert, unter anderem durch die Installation einer Uhr, vermutlich einer Kuppel, eines Tordurchgangs sowie, nachdem Langres 1641 königlicher Gerichtsort geworden war, eines Gefängnisses. Am 3. Dezember 1749 wurde dieses bei einem Brand stark beschädigt.

### Planung und Finanzierung
1754 wurden erste Schritte auf einen Neubau des überalterten Baus unternommen. Die Stadtverordneten beauftragten den städtischen Architekten Claude Forgeot mit der Erstellung eines Angebots und eines Plans. Diesem Projekt stand konkurrierend ein Vorhaben gegenüber, das der Intendant der Provinz Champagne, Gaspard-Louis Rouillé d’Orfeuil, bei dem aus Paris stammenden Provinzialarchitekten Nicolas Durand in Auftrag gegeben hatte. Ein Teil des Gebäudes sollte dem Stadtrat dienen, der andere den königlichen Justizorganen. Das königliche Gefängnis sollte auf der Gebäuderückseite integriert sein.
In beiden Projekten sollte jede der beiden beteiligten Parteien – König und Stadt – die ihm zufallenden Teile bezahlen. Die Stadtverordneten bevorzugten den Vorschlag ihres Architekten, der kostengünstiger war und anders als Durands und Rouillé d’Orfeuils Vorschlag nicht den Zukauf von Grundfläche erforderte. Der König allerdings, dem die Entscheidung letztendlich oblag, bevorzugte den Vorschlag seines Intendanten, und dieser wurde verwirklicht. Zwar erhielt die Stadt gegen die Zusicherung, die Baustoffe des alten Gebäudes zu überlassen und die Unterhaltskosten des neuen zu tragen, die vollkommene Übernahme der Baukosten durch den König. Allerdings erlegte dieser zur Deckung den Bewohnern der Champagne eine zusätzliche Abgabe in Höhe von 50.000 Livres auf. Der im ursprünglichen Projekt Durands mit 216.000 Livres budgetierte Bau kostete letztendlich mit 602.000 Livres fast das Dreifache. Die Hauptgründe für die hohen Mehrkosten waren zum einen die während der Bauzeit stark gestiegenen Preise für Baumaterial, zum anderen die Zinszahlungen für die zum Beginn des Baus aufgenommenen Kredite.

### Durchführung der Bauarbeiten
Die 1774 begonnene Durchführung der Bauarbeiten stieß auf Schwierigkeiten, vor allem wegen Kapazitätsproblemen durch gleichzeitig durchgeführte weitere größere Projekte von Profan- wie auch Sakralbauten. Die bestehenden Steinbrüche der Region waren daher weitgehend erschöpft, und neue Vorkommen mussten erschlossen werden. Auch wurden Materialien aus abgerissenen Gebäuden wiederverwendet, insbesondere aus dem Vorgängerbau. 1781 waren die Arbeiten abgeschlossen.

### Brand und Wiederaufbau
Bereits im 18. Jahrhundert kam es zu zwei Bränden, und zwar am 13. November 1786 und am 26. März 1795. Der zweite Brand richtete bedeutende Schäden an, insbesondere im Ratssaal und dem Archiv. Etwa ein Jahrhundert später, in der Nacht vom 3. auf den 4. Dezember 1892, wurde das ganze Gebäude Opfer der Flammen, nachdem ein vermutlich im zweiten Stockwerk des Westflügels ausgebrochenes Feuer sich über den Dachstuhl rasch auf den Rest des Baus ausgebreitet hatte. Trotz des Einsatzes massiver Löschkräfte blieben nur die Mauern des Baus. Ein Übergreifen des Brands auf die benachbarten Gebäude konnte auch dank am Vortag gefallenem Schnee verhindert werden; auch das Gefängnis blieb verschont.
Der Wiederaufbau des Gebäudes wurde zügig beschlossen und durchgeführt. In diesem Zusammenhang war zunächst erwogen worden, die Justizbehörden in einen separaten Bau auszulagern. Dies scheiterte jedoch daran, dass das Budget für die Errichtung eines entsprechenden Justizpalastes nicht aufgebracht werden konnte. So verblieb das Gericht auch in dem wieder aufgebauten Rathaus.
Während die Außenmauern in dem 1894 fertiggestellten wiederaufgebauten Rathaus unverändert waren, wurde das Innere gänzlich neu gestaltet. Am 4. und 5. Mai 1895 wurde das Gebäude mit großzügigen Feierlichkeiten und in Anwesenheit des Bauministers Ludovic Dupuy-Dutemps eingeweiht.

### Seit Beginn des 20. Jahrhunderts
Das Gefängnis wurde nach einer Justizreform 1921 außer Betrieb genommen und nach einer erneuten Nutzung im Zweiten Weltkrieg in den 1960er-Jahren abgerissen. Die im Rathaus beherbergte Stadtbibliothek wurde 1987 in ein separates Gebäude ausgelagert. Schließlich verließ im Jahr 2009 auch das Gericht den Bau, womit dieser seither ausschließlich von der Stadtverwaltung genutzt wird.

## Gestaltung des Gebäudes

### Funktionale Aspekte
Das Gebäude war wie schon das ebenfalls von Durand entworfene Rathaus von Châlons-en-Champagne als Mehrzweckbau bestimmt: der Westflügel beherbergte den Rat der Stadt, der im Osten das königliche Gericht (Présidial), ergänzt durch ein Gefängnis auf der Gebäuderückseite.

### Fassade
Die nach Norden ausgerichtete, streng symmetrische klassizistische Fassade besteht aus zwei Seitenflügeln und einem zentralen Teil, der als Risalit und durch vier Säulen mit korinthischen Kapitellen hervorgehoben ist. Die Säulen erstrecken sich über die zwei oberen Fensterreihen des Gebäudes; sie tragen einen Architrav, der auf den Seitenflügeln fortgesetzt wird und sich über die ganze Breite des Gebäudes erstreckt. Oberhalb der Säulen befindet sich ein dreieckiger Fronton.
Im Fronton befindet sich das einzige figurative bildhauerisch gestaltete Element der Fassade: ein Relief aus zwei Engeln, die ein Wappenschild halten. Auf diesem war ursprünglich das Lilienbanner des Königs dargestellt; nach der französischen Revolution wurde dieses durch die Initialen der Republik, RF, ersetzt. Im Hintergrund versinnbildlichen antikisierende Trophäen als Allegorie die militärische Macht des Königs.

### Glockenturm
Bis zum Brand 1892 wurde die Symmetrie des Gebäudes zusätzlich betont durch einen schlanken Glockenturm im Zentrum des Dachs. Er wurde nach dem Brand nicht wieder aufgebaut, sondern durch die seither existierende, massigere, weniger hoch aufragende Konstruktion oberhalb des großen Frontons ersetzt. Diese, entworfen vom Stadtarchitekten Eugène Durand, ist in Form einer Ädikula gestaltet, die als Uhr- und Glockenturm dient und ihrerseits über einen kleinen Fronton verfügt, in dem das Stadtwappen angebracht ist.

### Inneres
Das Innere des Gebäudes wurde beim Wiederaufbau völlig neu und prunkvoll gestaltet; insbesondere stammt auch die große zentrale Treppe aus dieser Zeit. Die Bildhauerarbeiten der Innenräume sind von dem Pariser Künstler Alfred Thiébault entworfen.